# Roggia Mora
La roggia Mora è un sistema di canalizzazione idrica artificiale che si sviluppa fra Piemonte e Lombardia su circa 60 km nella provincia di Novara e in una parte della Lomellina, in provincia di Pavia.
La roggia è costituita da vari canali artificiali connessi attraverso corsi d'acqua naturali quali i torrenti Strona, Agogna e Terdoppio.

## Percorso

### Dal Sesia all'Agogna

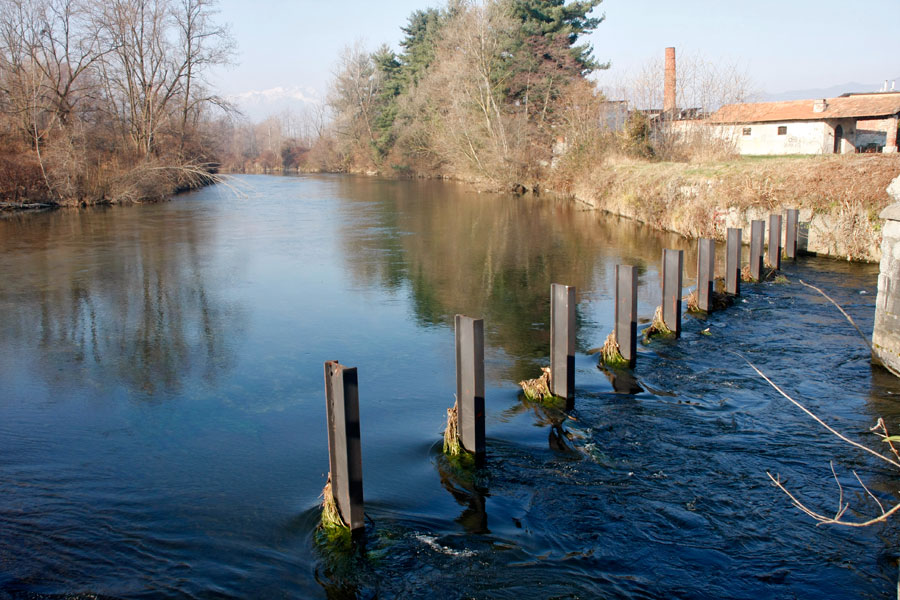
Il punto in cui la Roggia Mora trae origine da un braccio secondario del fiume Sesia

Con il nome di Canale Mora trae origine dal Sesia nel territorio di Prato Sesia, sfruttando un tratto di alveo abbandonato dal fiume, e scorre in direzione sud-est attraversando i comuni di Prato Sesia, Romagnano Sesia, Carpignano Sesia, Ghemme, Sizzano e Fara Novarese. Nei pressi di Briona si interconnette al torrente Strona (da qui in poi è chiamata anche Roggia Mora - Strona) fino a confluire nell'Agogna a nord-ovest di Novara, dopo aver percorso circa 40 km. Con le sue acque alimenta in questo tratto numerosi altri canali tra cui il cavo Cattedrale e il cavo Dassi.
Il regime idraulico della roggia Mora, a valle della confluenza con lo Strona di Briona, risente in modo particolare delle precipitazioni ed è altamente influenzato dalla portata torrentizia dello stesso Strona.

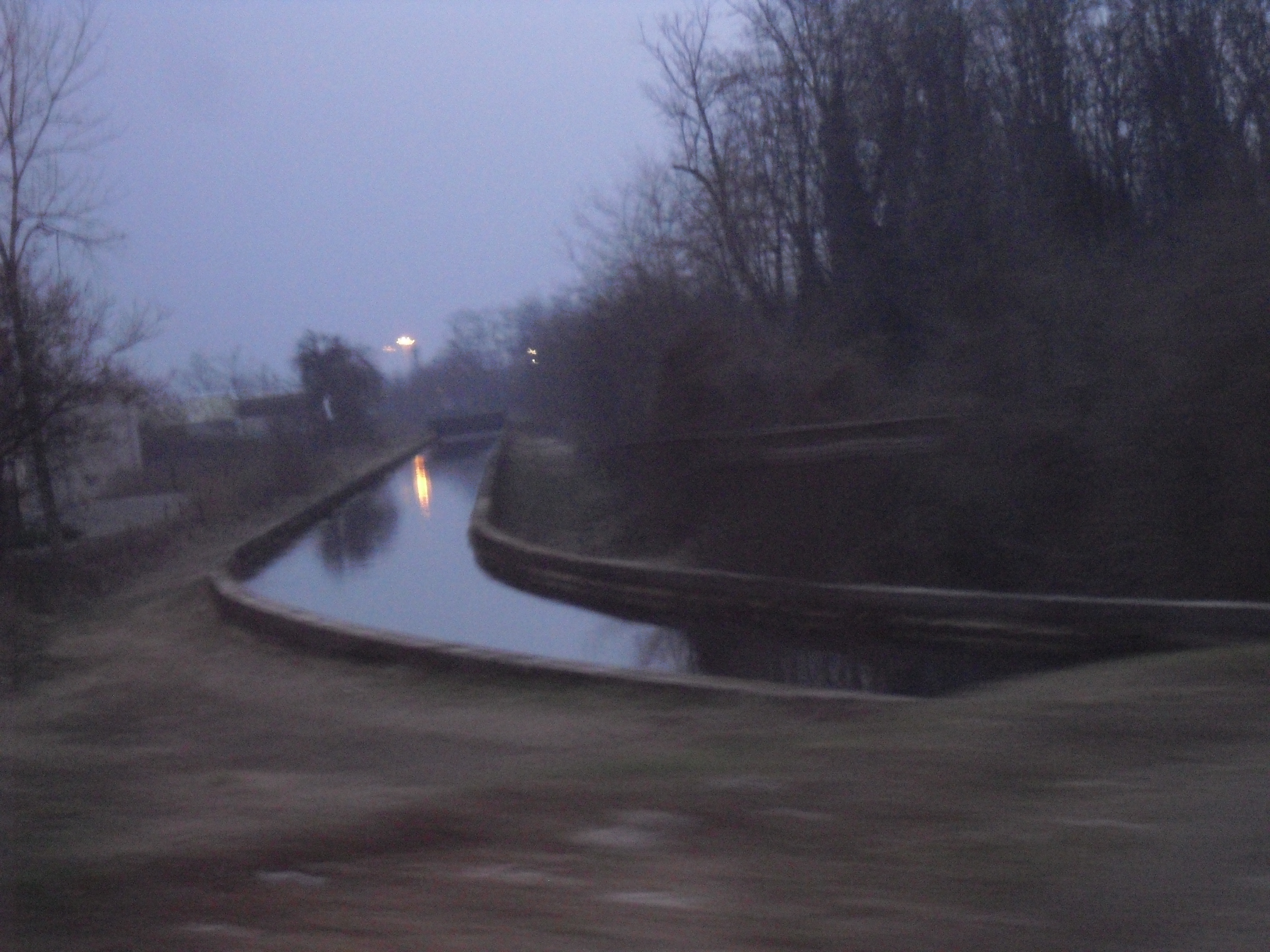
La Mora a sud di Romagnano Sesia

### Dall'Agogna al Terdoppio
Dopo aver alimentato l'Agogna, dal torrente si diparte un altro corso d'acqua canale, percorre la periferia Nord di Novara (Vignale e Veveri) superando con un ponte canale il diramatore Quintino Sella e confluendo quindi nel torrente Terdoppio.

### Dal Terdoppio alla Sforzesca
Presso Pernate dal torrente Terdoppio uno sbarramento (chiusa del CIM) origina un nuovo corso d'acqua, scorrente verso est fino a Trecate; da qui in poi, con direzione sud, riceve le acque della Mora Camerona (deriva dal Terdoppio presso la cascina Mietta di Cerano) e poco dopo entra in Lombardia, a Cassolnovo.
In territorio di Vigevano si divide in più rami, nel suo attraversamento della città Ducale. Quindi si interconnette con il Naviglio Sforzesco e raggiunge la Sforzesca dove si dipartono alcune rogge che confluiscono nel Ticino.

## Storia
L'origine della roggia Mora è molto antica: il primo tratto, denominato roggia Nuova, fu realizzato dal comune di Novara nel XII secolo, per sfruttare a scopo irriguo le acque del fiume Sesia. Assunse ufficialmente l'attuale denominazione alla fine del XV secolo quando Ludovico il Moro ne prolungò il corso fino a Vigevano.
Tra il 1481 ed il 1488 il canale fu prolungato fino ad interconnettersi con il Terdoppio e da lì fino alla tenuta sforzesca, a sud di Vigevano.
A partire dagli anni sessanta del XX secolo il corso del canale originario ha subito un'opera di rettifica, l'ultimo dei quali ha recentemente interessato il tratto dalla confluenza dello Strona fino all'Agogna, cancellando quasi completamente ogni traccia di naturale sinuosità.

## Galleria d'immagini

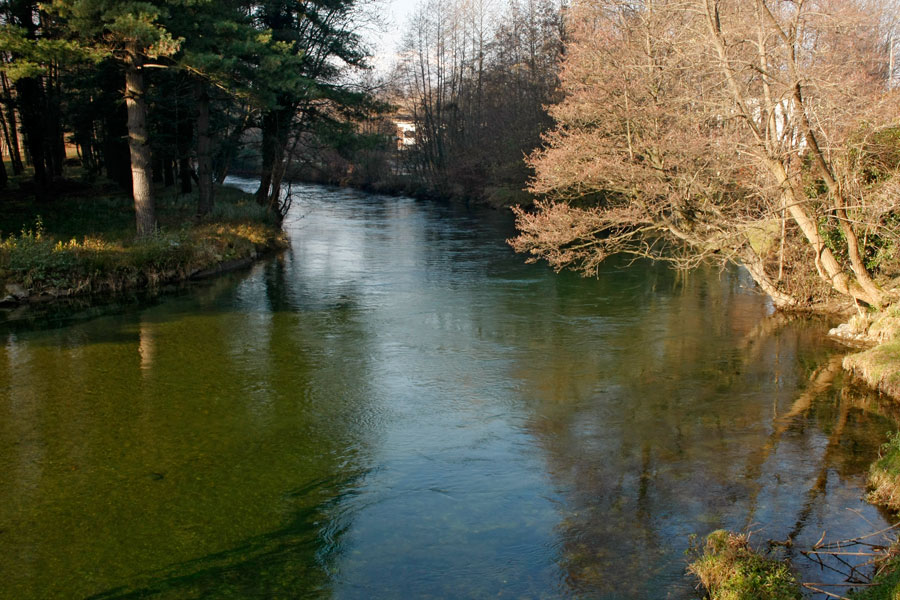
La Roggia Mora a Prato Sesia
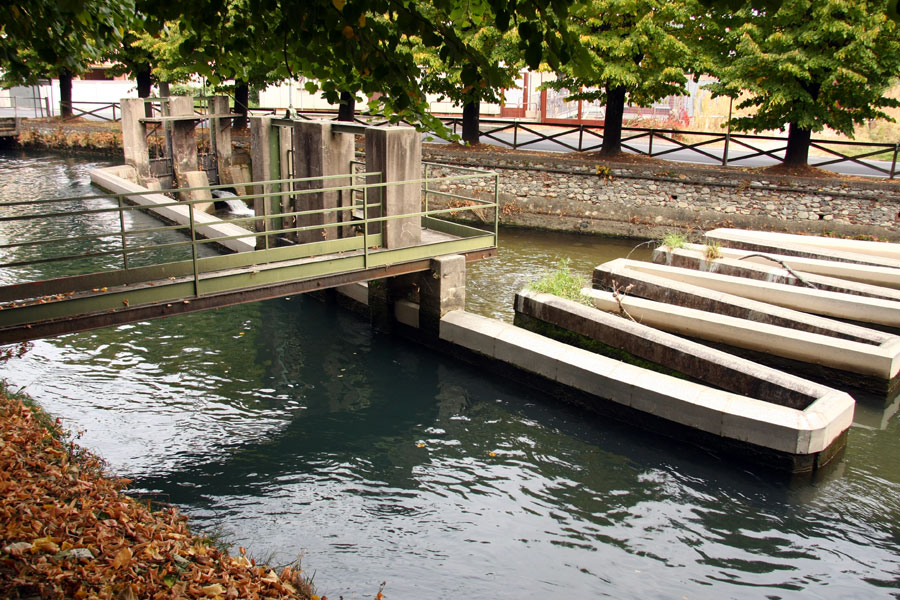
Sistema di chiuse sul canale a Ghemme
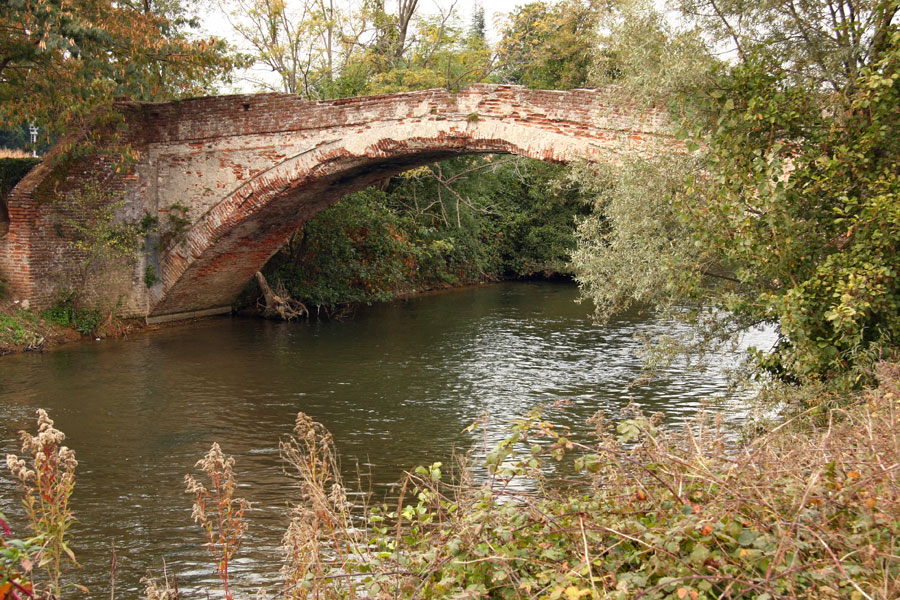
Ponte medioevale a Proh